# Station Krzepice
Station Krzepice is een spoorwegstation in de Poolse plaats Krzepice.